# Pseudomicrura
Pseudomicrura är ett släkte av slemmaskar som beskrevs av Embrik Strand och Scott D. Sundberg 20. Pseudomicrura ingår i ordningen Heteronemertea, klassen Anopla, fylumet slemmaskar och riket djur.
Släktet innehåller bara arten Pseudomicrura afzelii. Pseudomicrura är enda släktet i ordningen Heteronemertea.